# Nierówka
Nierówka (biał. Няроўка; ros. Неровка) − chutor na Białorusi, w obwodzie grodzieńskim, w rejonie smorgońskim, w sielsowiecie Krewo.

## Historia
W czasach zaborów folwark i zaścianek w gminie Krewo, w powiecie oszmiańskim, w guberni wileńskiej Imperium Rosyjskiego. W 1905 roku folwark liczył 16 mieszkańców, 108 dziesięcin, należał do Sakiewicza, zaścianek liczył 23 mieszkańców, 18 dziesięcin.
W latach 1921–1945 folwark i wieś leżały w Polsce, w województwie wileńskim, w powiecie oszmiańskim, w gminie Krewo.
W 1931:
- wieś w 6 domach zamieszkiwało 29 osób[2].
- folwark w 2 domach zamieszkiwało 9 osób[2].

Wierni należeli do parafii rzymskokatolickiej w Krewie i prawosławnej w Łosku. Miejscowość podlegała pod Sąd Grodzki w Smorgoniach i Okręgowy w Wilnie; właściwy urząd pocztowy mieścił się w Krewie.
Po II wojnie światowej w granicach Związku Sowieckiego. Od 1991 w niepodległej Białorusi.